# V secolo

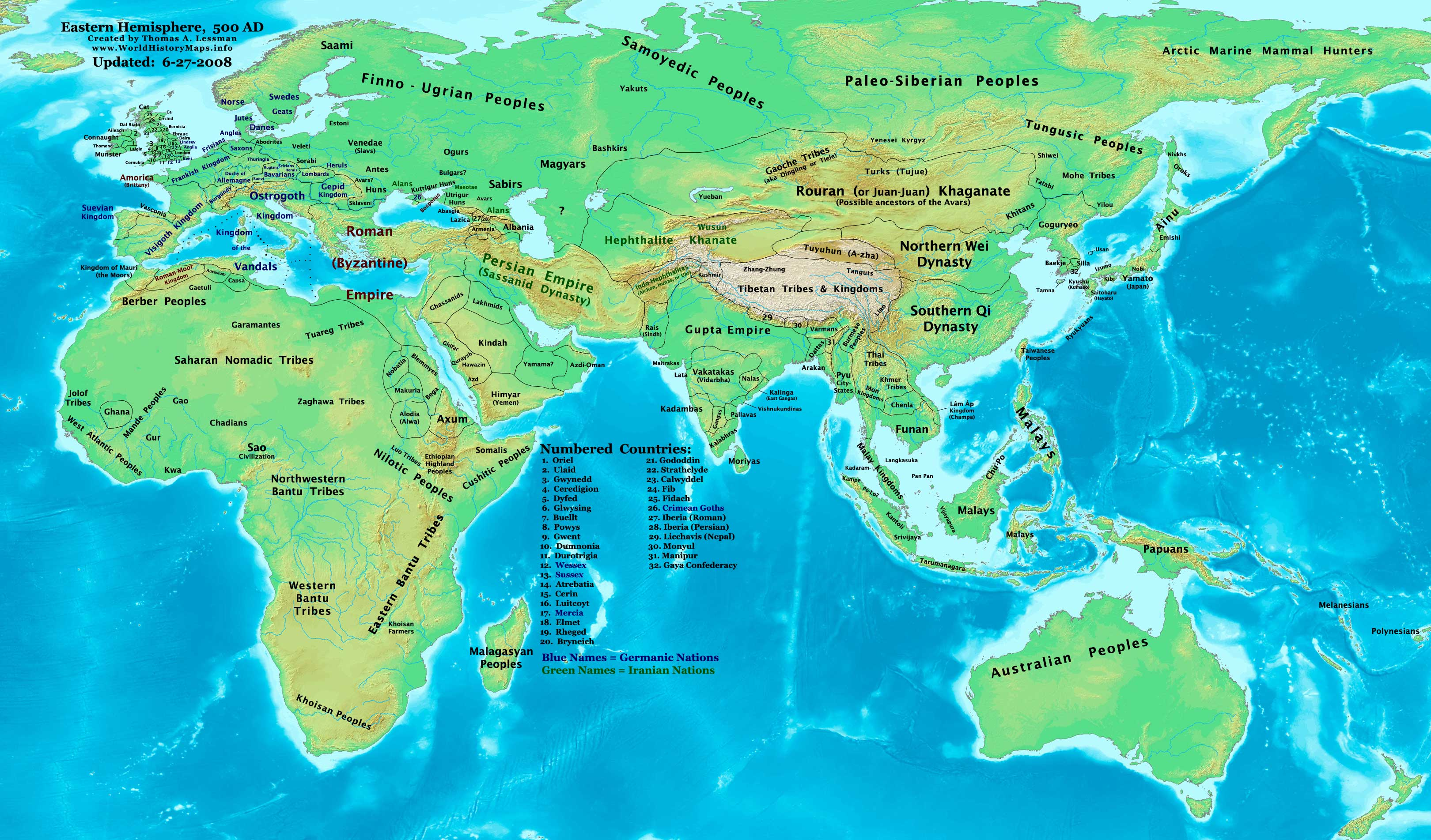
Emisfero orientale alla fine del V secolo d.C.

Il V secolo (quinto secolo) è il secolo che inizia nell'anno 401 e termina nell'anno 500 incluso.

## Avvenimenti

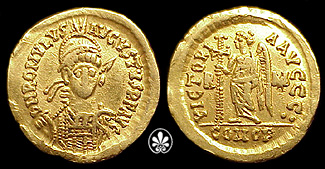
Romolo Augusto, ultimo imperatore romano d'Occidente

- Gli alchimisti cominciano a ricercare la pietra filosofale.
- 402
  - Stilicone respinge le prime incursioni di Visigoti in Gallia.
  - Ravenna capitale d'Occidente, giacché più difendibile dai barbari della precedente capitale Mediolanum.
- 404 - Ultimo incontro gladiatorio al Colosseo.
- 405 - Radagaiso, condottiero Ostrogoto, alla testa di una coalizione di Goti, Vandali, Suebi e Burgundi, sotto la spinta degli Unni in Pannonia, invade l'Emilia e la Toscana.
- 406
  - Le truppe imperiali di Stilicone sconfiggono Radagaiso nella Battaglia di Fiesole.
  - Marco, comandante in Britannia romana e usurpatore, si nomina Imperatore.
  - 31 dicembre - Diverse tribù germaniche — tra cui i Vandali, i Burgundi, gli Alani e i Suebi — attraversarono il Reno gelato vicino a Magonza e invasero l'impero, travolgendo le difese del limes: iniziò così l'invasione che avrebbe portato alla caduta dell'Impero d'Occidente.
- 407
  - Graziano, usurpatore, uccide Marco in Britannia, e si proclama Imperatore.
  - Costantino III, usurpatore, fa uccidere Graziano in Britannia, e si autoproclama Imperatore.
- 408
  - Il generale romano-barbarico Stilicone dà in sposa a Onorio sua figlia Termanzia.
  - Maggio - Costantino III, usurpatore, proclama Arles, in Gallia, capitale dell'Impero.
  - 1 Maggio - Muore Arcadio, Imperatore d'Oriente. Teodosio II nuovo imperatore bizantino.
  - 13 Agosto - Le truppe romane si ribellano a Ticinum, presso Pavia. Inizia il declino di Stilicone, che lo porterà alla morte.
  - 22 Agosto - Stilicone viene fatto uccidere a Ravenna dall'Imperatore di occidente Onorio.
- 409
  - I Visigoti invadono l'Etruria, Alani, Suebi e Vandali invadono l'Hispania.
  - Onorio, abbandonato dal Generale Saro, assediato a Ravenna dai Goti, si allea con Costantino III proclamandolo co-imperatore.
- 410 - I Visigoti invadono la Gallia meridionale.
- 415 - La filosofa ellenista Ipazia viene linciata dai monaci ad Alessandria d'Egitto.
- 423 - Muore l'imperatore d'Occidente Onorio.
- 429 - I Vandali di Genserico sbarcano in Marocco e occupano il Nord Africa.
- 431 - Primo Concilio di Efeso.
- 444/450 - Scorrerie degli Unni di Attila nei Balcani.
- 449 - Secondo Concilio di Efeso.
- 451 - Concilio di Calcedonia.
- 452 - Attila invade l'Italia, ma a Mantova incontra papa Leone I e decide di ritirarsi oltre il Danubio.
- 453 - Muore Attila.
- 455 - Genserico, re dei Vandali, saccheggia Roma per due settimane.
- 468 - La flotta congiunta degli Imperi di Occidente e Oriente, la più grande armata navale di tutta l'antichità, viene distrutta da Genserico durante l'attacco romano a Cartagine.
- 475 - Pace con i Visigoti nella Gallia meridionale. Roma mantiene la costa fino al Rodano, i Visigoti si impossessano dell'Alvernia.
- 476 - Fine dell'Impero romano d'Occidente con la deposizione dell'imperatore Romolo Augusto.
- 489 - Il re degli Ostrogoti, Teodorico, sollecitato dall'imperatore d'Oriente Zenone, invade l'Italia

## Personaggi significativi
- Attila, capo degli Unni dal 434 al 453.
- Flavio Ezio, generale.
- Papa Leone I.
- Odoacre depone Romolo Augusto e trasferisce le insegne a Costantinopoli.
- Galla Placidia abbellisce Ravenna.
- Romolo Augusto ultimo Imperatore romano d'Occidente.
- Teodorico il Grande, re degli Ostrogoti, sconfigge Odoacre.
- Teodosio II, imperatore romano d'Oriente (408-450), indice i due Concili di Efeso.
- Marciano, imperatore romano d'Oriente (450-457), indice il Concilio di Calcedonia (451).
- Leone, imperatore romano d'Oriente (457-474)
- Zenone, imperatore romano d'Oriente (474-491), indirizza i popoli Ostrogoti verso l'Occidente.
- Atanasio, imperatore romano d'Oriente(491-518).
- Basilisco regna sull'Impero romano d'Oriente per un anno, togliendo il trono a Zenone (475).
- Stilicone, Magister militum dell'Impero romano d'Occidente (359 circa-408).

## Invenzioni, scoperte, innovazioni
- Si instaura la nuova forma del libro, nuovo supporto membranaceo, a cui corrisponde l'inevitabile tramonto del rotolo papiraceo[1].
- Nascita della scrittura onciale.
- Inizia l'uso della carriola in Europa.
- Primi tentativi di realizzazione dello scafandro (in cuoio, con tubi per l'aria) da parte dei Romani.
- L'uso della carta si espande a tutto l'Impero cinese.
- 404: nascita dell'alfabeto armeno ad opera del monaco Mesrop Mashtotz.
- 496: viene istituita da Papa Gelasio I la festa di San Valentino, ricorrenza dedicata poi agli innamorati e celebrata oggi il 14 febbraio in varie parti del mondo.